# Shawn Rhoden

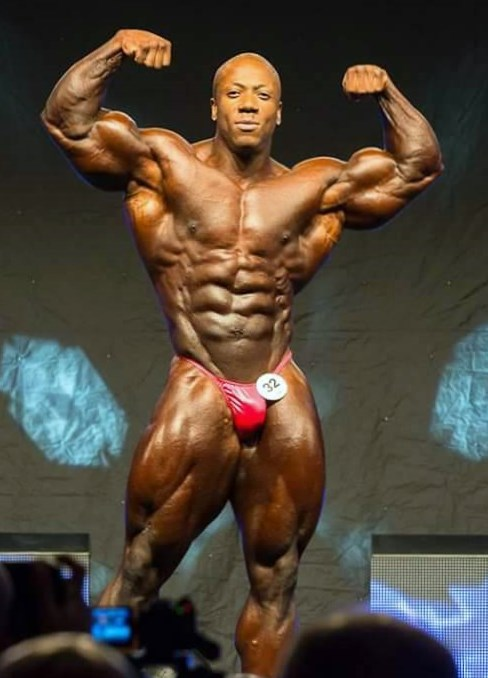
Shawn Rhoden (2015)

Shawn „Flexatron“ Rhoden (* 2. April 1975 in Kingston, Jamaika; † 6. November 2021) war ein jamaikanisch-US-amerikanischer professioneller Bodybuilder.

## Leben
Rhoden spielte in seiner Jugend Fußball und begann 1992 mit Bodybuilding. Nach seiner Amateurkarriere mit mehreren Verletzungen und Alkoholabhängigkeit gewann er 2010 die IFBB Pro card.
Seine Erfolge beim Mr. Olympia waren 2011 der elfte Platz, 2012 der dritte Platz und 2013 wurde er Vierter. Beim Mr. Olympia 2014 und 2015 wurde er jeweils Dritter und 2016 Zweiter. Seinen größten Erfolg holte er im Jahr 2018 und löste Phil Heath als Mr. Olympia ab. 
2019 wurde er nach einer Anklage wegen mutmaßlicher Vergewaltigung einer Bodybuilderin von allen nachfolgenden Wettbewerben ausgeschlossen.
Shawn Rhoden starb am 6. November 2021 im Alter von 46 Jahren. Obwohl eine Obduktion noch aussteht, wurde bekannt gegeben, dass ein Herzinfarkt die Todesursache ist.

## Erfolge
- 2018 Mr. Olympia – 1. Platz
- 2017 Mr. Olympia – 5. Platz
- 2016 Kuwait Pro Men’s Bodybuilding – 3. Platz
- 2016 Mr. Olympia – 2. Platz
- 2015 EVL’s Prague Pro – 3. Platz
- 2015 Mr. Olympia – 3. Platz
- 2014 IFBB San Marino Pro – 1. Platz
- 2014 EVL's Prague Pro – 3. Platz
- 2014 Dubai Pro – 2. Platz
- 2014 IFBB Arnold Classic Europe – 2. Platz
- 2014 Mr. Olympia – 3. Platz
- 2014 IFBB Australian Pro – 1. Platz
- 2014 IFBB Arnold Classic – 2. Platz
- 2013 IFBB Arnold Classic Europe – 4. Platz
- 2013 Mr. Olympia – 4. Platz
- 2012 IFBB EVL’s Prague Pro – 2. Platz
- 2012 IFBB British Grand Prix – 1. Platz
- 2012 IFBB Arnold Classic Europe – 1. Platz
- 2012 Mr. Olympia – 3. Platz
- 2012 IFBB Dallas Europa Supershow – 1. Platz
- 2012 IFBB PBW Tampa Pro – 1. Platz
- 2012 NPC Dexter Jackson Classic – NP
- 2012 IFBB Arnold Classic – 8. Platz
- 2012 IFBB FLEX Pro – 4. Platz
- 2011 Mr. Olympia – 11. Platz
- 2011 IFBB Dallas Europa Super Show – 3. Platz
- 2010 IFBB Dallas Europa Super Show – 16. Platz

## Körpermaße
Bei einer Größe von 1,78 m hatte Rhoden ein Wettkampfgewicht von 109 Kilogramm, außerhalb der Wettkampfform (Off-Season) bis zu 118 Kilogramm.